# Bazilica Notre-Dame de la Paix
Bazilica Notre-Dame de la Paix (Maica Domnului a Păcii) este o catedrală în orașul Yamoussoukro, Coasta de Fildeș, considerată drept una din cele mai mari biserici creștine. Bazilica este administrată de societatea apostolică catolică SAC (latină Societas Apostolatus Catholici), societate întemeiată în Roma în anul 1835 de Vinzenz Pallotti.

## Istoric
Primul președinte al Coastei de Fildeș, Félix Houphouët-Boigny, stabilește în martie 1983 noua capitală țării orașul său natal Yamoussoukro. In timpul său au fost realizate o serie de construcții, printre care și bazilica după modelul Catedralei Sf. Petru din Roma. Piatra de temelie a fost așezată la data de 10 august 1985. 
In timp de trei ani construirea bazilicii este terminată cu donațiile private ale lui Houphouët-Boigny. După o perioadă de câțiva ani de așteptare, bazilica a fost sfințită și dedicată Maicii Domnului la data de 10 septembrie 1990 de papa Ioan Paul al II-lea cu ocazia călătoriei sale în Africa. Motivul tărăgănării sfințirii catedralei de către papă a fost promisiunea guvernului de a clădi în apropiere un spital, după care s-a început planificarea unei universități.

## Arhitectura
Bazilica este concepută după planurile arhitectului libanez Pierre Fakhoury, cu toate că modelul a fost Bazilica Sfântul Petru din Roma. Există unele schimbări în structura arhitectonică a catedralei, astfel cupola este mai joasă decât a catedralei din Roma. Crucea de pe turn este însă este mai înaltă, catedrala după Münsterul din Ulm fiind  cu înălțimea de 158 de m pe locul doi în lume. Bazilica ocupă o suprafață de 30.000 m², are 7.000 locuri de șezut și 11.000 de locuri în picioare față de bazilica Sf. Petru care are un spațiu pentru 6000 de credincioși. Bazilica Notre-Dame de la Paix a fost clădită din marmură adusă din Italia. Ferestrele construite în Franța ocupă în total un spațiu de  7.000 m², în una dintre ele este prezentat posterității președintele Houphouët-Boigny ca al 13 -lea apostol al lui Isus.

## Galerie

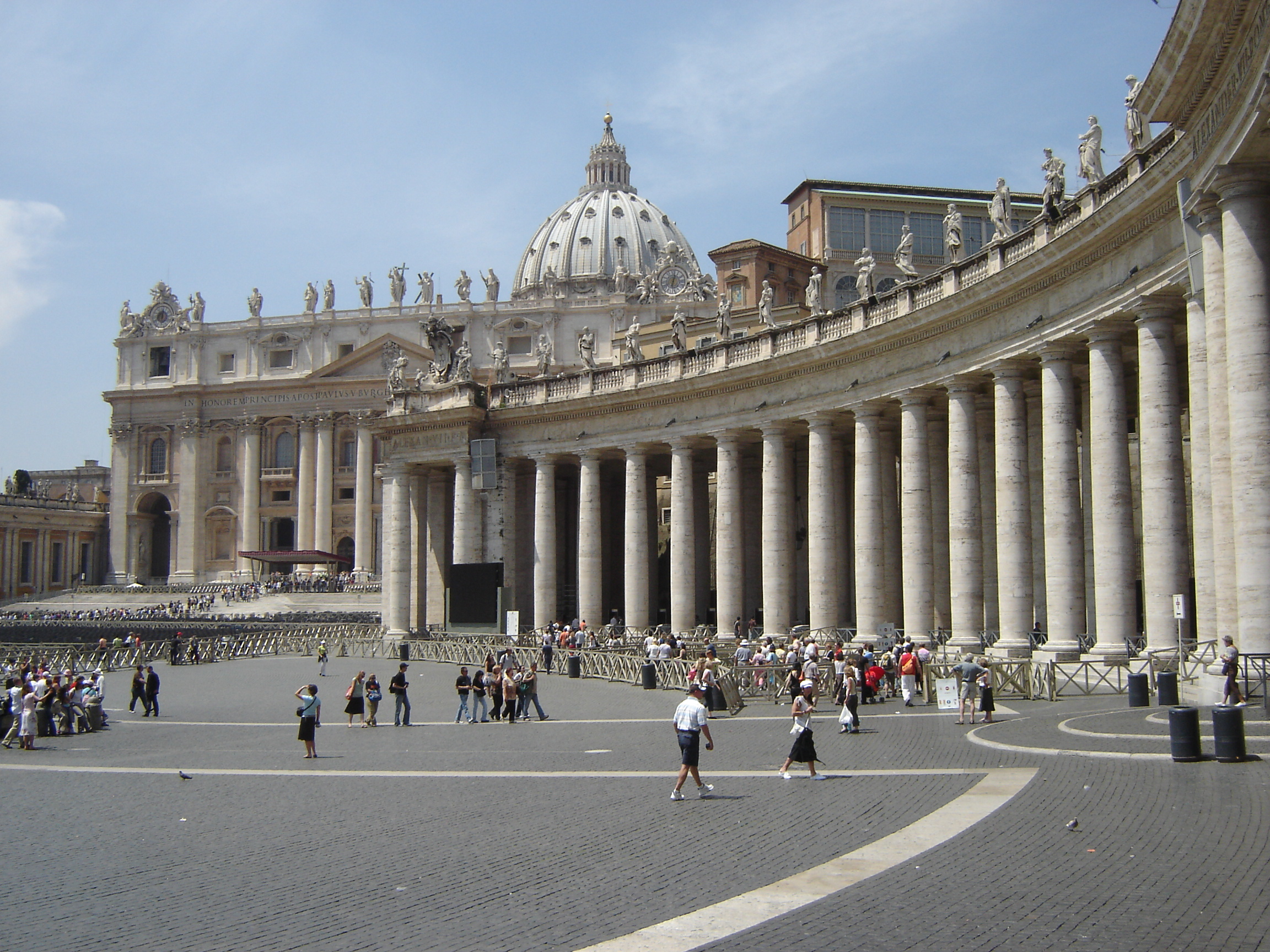
Coloane in Bazilica Sfântul Petru din Roma